# チャネロパチー
チャネロパチー（英語：Channelopathy）は、イオンチャネルのサブユニットやイオンチャネルに関係する他のタンパク質の機能が妨害されて発症する疾患の総称である。これらの疾患には先天性の場合と後天性の場合の両方があり、先天性のものは変異によることが多く、後天性のものはイオンチャネルへの自己免疫攻撃であることが多い。
イオンチャネルの変異により生じることが知られている疾患には多くの種類がある。イオンチャネルを構築するための遺伝子は、哺乳類の間で広く共通性があることが多く、例として高カリウム性周期性四肢麻痺の原因遺伝子は、競技馬インプレッシヴの子孫で最初に同定された。
代表的なものとして、ヒト骨格筋のチャネロパチーには、それぞれ血漿カリウム濃度が低い、高い、正常の3種類の周期性四肢麻痺のほか、先天性ミオトニア、先天性パラミオトニアなどがある。
通称チャネル病、イオンチャネル病、イオンチャネル異常症。

## 種類
全体的な傾向としては神経細胞や骨格筋、心筋細胞などの興奮性細胞におけるチャネル病は発作性、周期性の症状をしめすという特徴がある。中枢神経のチャネル病としてはてんかん、片頭痛、異常運動症などが知られている。異常運動症には発作性ジスキネジアや周期性失調症がある。末梢神経のチャンネル病では肢端紅痛症がある。神経筋接合部では筋無力症候群がある、筋肉ではミオトニアや周期性四肢麻痺がある。心臓疾患ではQT延長症候群やブルガダ症候群がある。周期性・発作性の神経疾患のすべてがチャネル病ということもない。実際に家族性熱性痙攣の一部はチャネル病ではない。また脊髄小脳変性症6型はチャネルが原因であるが周期性・発作性の症状は発症初期にしか認められない。
一方で興奮性細胞が関与しない疾患では発作性、周期性の症状は示さない。例えば、嚢胞性線維症は塩素イオンチャネル異常のチャネル病であるが発作性、周期性の症状は示さない。また巣状糸球体硬化症の一部は活性化カルシウムチャネルTRPC6の異常であるが発作性、周期性の症状は示さない。
| 疾患名                                        | チャネルタイプ                                                                      |
| --------------------------------------------- | ----------------------------------------------------------------------------------- |
| 小児交互性片麻痺                              | Na⁺/K⁺-対向輸送ATPアーゼ                                                            |
| バーター症候群                                | 様々                                                                                |
| ブルガダ症候群                                | 様々、タイプによる                                                                  |
| 先天性高インスリン血症                        | 内向き整流性カリウムチャネル                                                        |
| 嚢胞性線維症                                  | 塩素イオンチャネル                                                                  |
| 周期性失調症                                  | 電位開口型カリウムチャネル                                                          |
| 肢端紅痛症                                    | ナトリウムチャネル#電位依存性ナトリウムチャネル                                     |
| 全般てんかん熱性痙攣プラス                    | 電位開口型ナトリウムチャネル                                                        |
| 家族性片麻痺性片頭痛                          | 様々                                                                                |
| 高カリウム性周期性四肢麻痺                    | 電位開口型ナトリウムチャネル                                                        |
| 低カリウム性周期性四肢麻痺                    | 電位開口型ナトリウムチャネル または 電位依存性カルシウムチャネル (en:calciumopathy) |
| QT延長症候群 メインタイプロマノ・ワード症候群 | 様々、タイプによる                                                                  |
| 悪性高熱症                                    | リガンド依存性カルシウムチャネル                                                    |
| ムコ脂質症IV型                                | 非選択性カチオンチャネル                                                            |
| 重症筋無力症                                  | ナトリウムチャネル#リガンド依存性ナトリウムチャネル                                 |
| 先天性筋強直症                                | 電位依存性塩素イオンチャネル                                                        |
| 神経性筋強直症                                | 電位開口型カリウムチャネル                                                          |
| 非症候性難聴                                  | 様々                                                                                |
| 先天性パラミオトニア (周期性四肢麻痺の一種)   | 電位開口型ナトリウムチャネル                                                        |
| 網膜色素変性症 (フォームのうち数種類について) | リガンド開口型非特異的イオンチャネル                                                |
| QT短縮症候群                                  | 様々なカリウムチャネルが示唆されている                                              |
| チモシー症候群                                | 電位依存性カルシウムチャネル                                                        |
| 痙攣、てんかん発作                            | 電位依存性カリウムチャネル                                                          |